# Jeremy Michael Ward
Jeremy Michael Ward (Fort Worth, 5 maggio 1976 – Los Angeles, 25 maggio 2003) è stato un musicista statunitense.

## Biografia
È stato il cofondatore e la mente del gruppo dub De Facto e cofondatore del progetto The Mars Volta, per il quale ha rivestito il ruolo di manipolatore del suono oltre ad aver contribuito alla composizione di parti dei testi del primo album del gruppo De-loused in the Comatorium, uscito poco dopo la sua morte avvenuta per overdose nel 2003 all'età di 27 anni (fu ritrovato morto il 25 maggio).
Con i Mars Volta performava spesso off-stage ed era il terzo membro del gruppo quanto ad importanza; è stato poi sostituito per tale mansione da Pablo Hinojos-Gonzalez dal 2005.

## Discografia

### Con i De Facto
- How Do You Dub? You Fight For Dub, You Plug Dub In LP (1999/2001)
- 456132015 EP (2001)
- Megaton Shotblast LP (2001)
- Légende du Scorpion à Quatre Queues LP (2001)

### Con i Mars Volta
- Tremulant - EP (2002)
- De-Loused in the Comatorium - LP (2003)

### Con Omar Rodríguez-López
- A Manual Dexterity: Soundtrack Volume 1 (2004)
- Omar Rodriguez Lopez & Jeremy Michael Ward (2008)
- Minor Cuts and Scrapes in the Bushes Ahead (2008)

## Equipaggiamento

### Con i De Facto
- Electro-Harmonix Frequency Analyzer
- Digitech Multi chorus
- Guyatone MD-3 Digital delay
- Ibanez DE-7 delay/Echo
- Boss DD-6 delay
- Boss HR-2 Harmonist
- Maxon Rotary phaser
- Korg KP2 Kaoss pad
- Voodoo Lab Pedal Power